# Gouffre Berger
Gouffre Berger – jaskinia krasowa w wapiennym masywie Vercors we Francji. W latach 1954–1963 była uznawana za najgłębszą poznaną przez człowieka jaskinię świata. Obecnie jej głębokość (wraz z Gouffre de la Fromagère) wynosi – 1271 m, a długość korytarzy 45 118 m. Jest uznawana za 39. pod względem głębokości jaskinię świata i 4. pod względem głębokości jaskinię Francji.

## Położenie
Otwór jaskini znajduje się na wysokości 1460 m n.p.m. na płaskowyżu Sornin, rozciągającym się na wysokości 1400–1600 m n.p.m., kilkanaście kilometrów na północny zachód od Grenoble. Otoczenie wejścia jaskini tworzy typowy teren krasowy, pokryty wydatnym lapiazem, z licznymi lejami i studniami krasowymi.

## Opis jaskini
Gouffre Berger jest jaskinią krasową z aktywnym, obfitym ciekiem wodnym, z licznymi podziemnymi jeziorami i wodospadami. Od powierzchni do poziomu – 256 m jaskinia jest rozwinięta w formie pionowych studni o wysokościach od kilkunastu do ok. 50 m. W głębszych partiach jaskini, zwłaszcza w Sali Trzynastu (ok. – 500 m), zwraca uwagę bogata szata naciekowa z wielkimi stalagmitami i cieniutkimi stalaktytami rurkowymi. Od głębokości ok. – 600 m zaczyna się „ciąg wodny”, pokonywany przy pomocy pontonów. W Sali Huraganu wodospad ma wysokość 40 m, a woda spadająca w wielkiej ilości powoduje gwałtowne ruchy powietrza. Ciek wodny w jaskini zasilają wody opadowe z obszaru płaskowyżu. Barwienie wody wykazało, że wody z jaskini płyną poza końcowym syfonem jeszcze ok. 2 km, by wydostać się na powierzchnię poprzez jaskinię Cuves de Sassenage, jako potok le Furon. Temperatura powietrza w jaskini wynosi od + 5,5 do + 7,0 °C.

## Dzieje eksploracji
Jaskinia została odkryta 24 maja 1953 r. przez grupę geologów z Grenoble (Joseph Berger, Louis Eymas, Marc Jouffray i Géo Mathieu). W następnym roku osiągnięto w niej głębokość – 903 m, co uczyniło z niej najgłębszą wówczas poznaną jaskinię świata (poprzedni rekord należał do jaskini Pierre Saint-Martin w Pirenejach z głębokością – 659 m). Wyprawa podjęta w 1955 r. przyniosła zejście do Sali Huraganu na głębokości – 985 m oraz świadomość, że jaskinia schodzi jeszcze znacznie głębiej. 
Wielka międzynarodowa wyprawa (w skład której wchodziło również pięciu polskich speleologów z Klubu Wysokogórskiego pod kierownictwem Kazimierza Kowalskiego), osiągnęła latem 1956 końcowy syfon na rekordowej głębokości – 1122 m. Rekord ten dotrwał do 1966 r., w którym – po najnowszych odkryciach – tytuł najgłębszej jaskini świata objęła ponownie jaskinia Pierre Saint-Martin. Jako pierwsza na listę polskiego kobiecego rekordu głębokich przejść wpisała się Teresa Janasz, która 10–12 sierpnia 1956 zeszła do poziomu -640 m w czasie tej samej wyprawy. Rekord ten przetrwał do czerwca 1973.
W sierpniu 1966 r. IV całkowitego przejścia jaskini aż po dno dokonała podczas stupięćdziesięciogodzinnej akcji polska dziesięcioosobowa wyprawa Klubu Wysokogórskiego pod kierownictwem Macieja Kuczyńskiego.
W lipcu 1968 r. członkowie Spéléo-Club de la Seine przepłynęli długi na 70 ma Syfon 1, a następnie długi na 20 m Syfon 2 i osiągnęli głębokość -1141 m. W październiku 1968 r. nurkując w Syfonie 4 osiągnęli głębokość -1 148 m.
W 1981 r. system jaskiniowy Gouffre Berger obejmował już – oprócz jaskini głównej – przyłączone w międzyczasie do niej sąsiednie jaskinie (Puits Marry, Scialet des Rhododendrons, Gouffre des Elfes, Gouffre de la Fromagère). 15 lutego tegoż roku Fred Poggia uzyskał w tym systemie głębokość -1 198 m. Kolejne, dziewiąte już wejście do systemu, la Laitière Mutante, odkrył 21 lutego 2010 r  Cédric Lachat. We wrześniu 2016 r. utworzono jedenaste wejście, które komunikuje się z Gouffre de la Fromagère; to jest "Delta 35 przepaść"

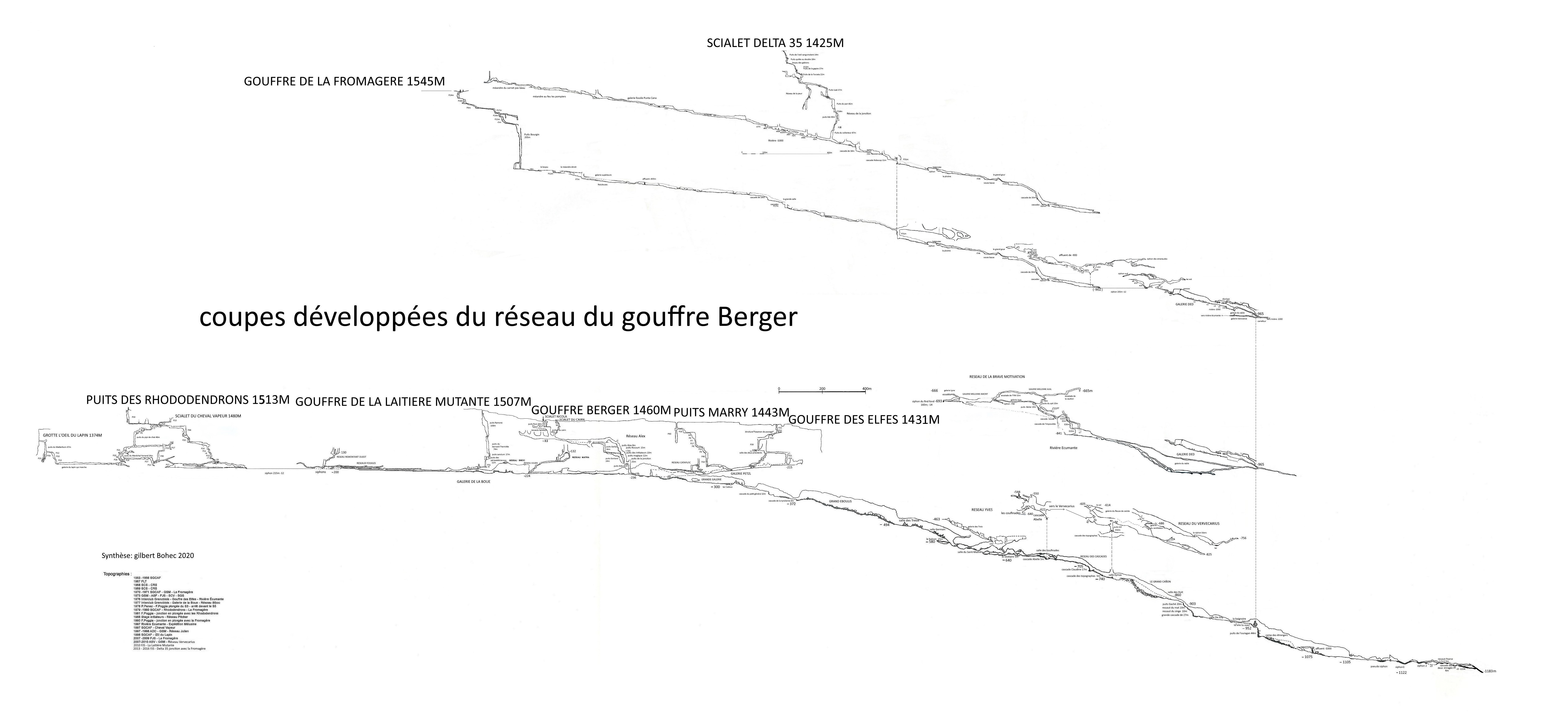
Odcinki różnych wejść tworzących sieć przepaści Berger w 2020 roku.